# روبن أندرسون (لاعبة كرة مضرب)
روبن أندرسون (بالإنجليزية: Robin Anderson)‏ هي لاعب كرة مضرب أمريكية، ولدت في 12 أبريل 1993 في لونغ برانش في الولايات المتحدة.

## وصلات خارجية
- روبن أندرسون على موقع رابطة محترفات التنس (الإنجليزية)
- روبن أندرسون على موقع الاتحاد الدولي لكرة المضرب (الإنجليزية)
- روبن أندرسون على موقع خلاصة التنس.كوم (الإنجليزية)
- روبن أندرسون على موقع إي إس بي إن.كوم (الإنجليزية)